# Bajai-csatorna
A Bajai-csatorna (más néven Baja-bezdáni tápcsatorna, Bezdán-csatorna, Ferenc-tápcsatorna, gyakran tévesen Ferenc-csatorna; szerbül Бајски канал / Bajski kanal) tápcsatorna, mely Bajánál a Sugovicába torkollik, a vajdasági Bezdánnál pedig a Ferenc-csatornába kapcsolódik. Szerbiai szakasza, a hajdani Baracskai-Duna folyóág a Felső-Dunamellék Természetvédelmi Rezervátum része, még magyarországi szakasza a Duna–Dráva Nemzeti Park területének része.

## Története

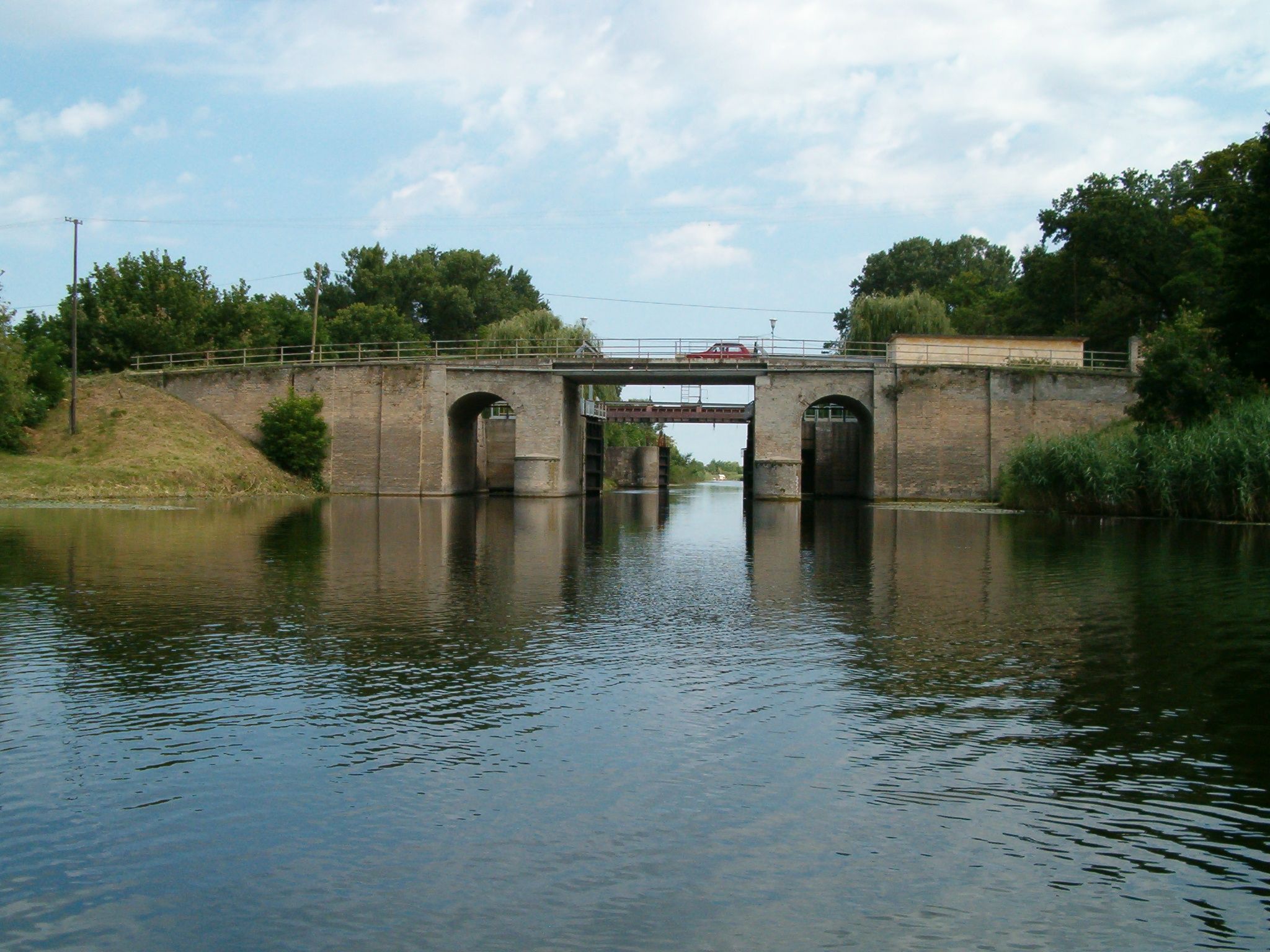
A Sebesfoki-zsilip Bezdánnál

Feltehetően a 16. századig a Duna Bátánál elágazott: a fő ág, a baracskai ág a Mohácsi-sziget keleti oldalán folyt, de lassan feltöltődött, elmocsarasodott, és a nyugati, szekcsői ág lett az új főág. A Baracskai-Duna egész a 19. századi folyószabályozások idejéig létezett. Bajánál megépült a Deák Ferenc-zsilip, Bezdánnál pedig a Sebesfoki-zsilip. Hogy a holtág hajózható legyen, az 1870-es években Türr István vezetésével Bajánál megszületett a Türr István-átvágás, Bezdánnál pedig az úgynevezett „Keskeny”. A csatornán ez idő tájt gőzhajók és evezős fahajók közlekedtek. A 20. század végére betiltották a hajózást, majd 2010 körül a motorcsónakok használatát is.

## Földrajz

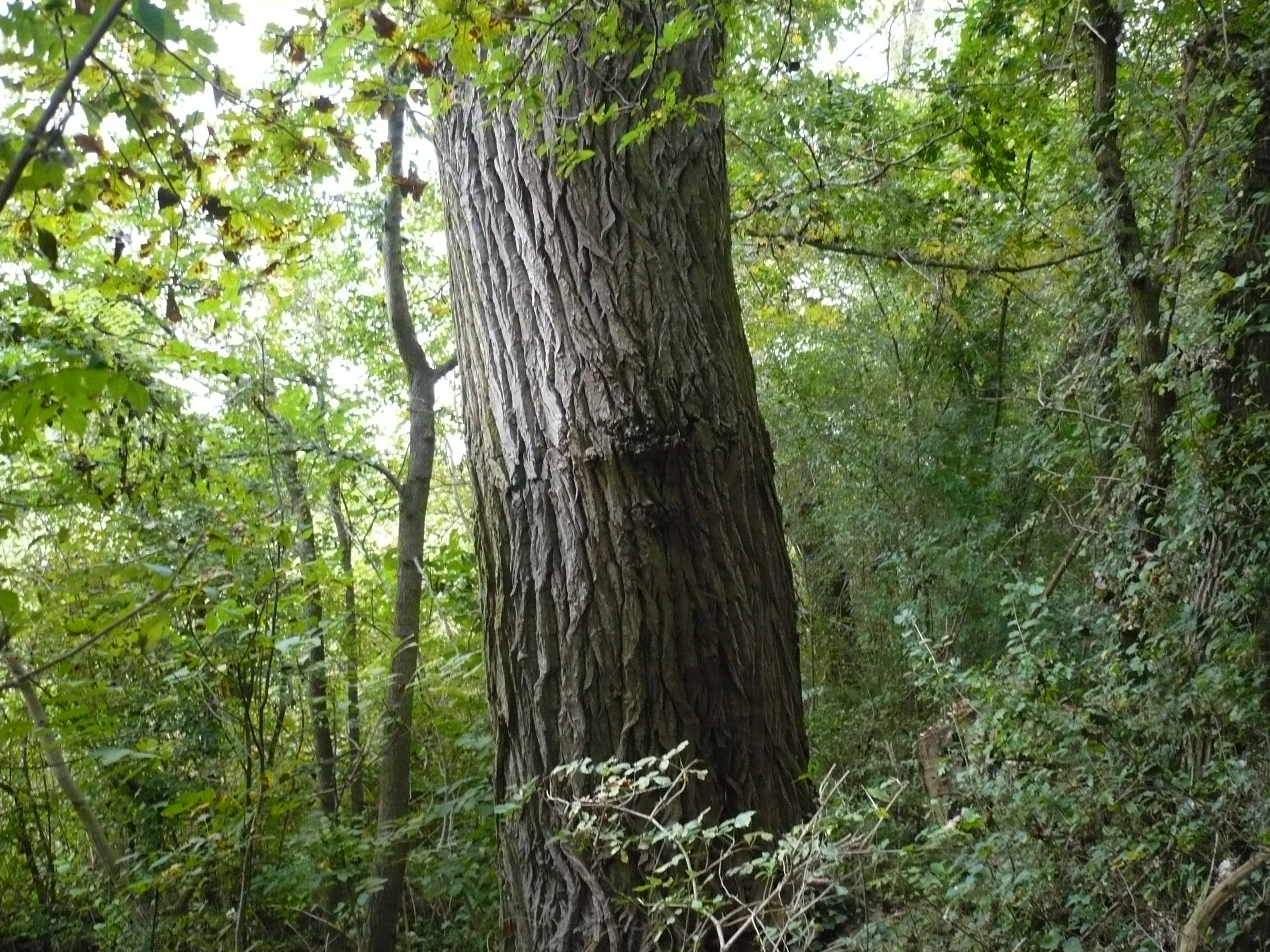
Évszázados fekete nyárak a csatornát övező egyik erdőben

A csatorna Bezdántól néhány kilométerre északra kiszélesedik, majd az országhatárhoz közeledve ismét beszűkül. Legkisebb szélessége a „Keskeny”-ben található: itt mindössze 10 méteres a 2 part közötti távolság. Legnagyobb szélessége a Küllőd falujával egy vonalban lévő kisebb zátonynál van: itt több mint 200 méter. Legnagyobb mélysége 10-12 méter körül van valahol a Karapancsai-erdő mellett. (Más forrás szerint 18 m-nél is több a Sebes-foktók kb. 6 km-re északra.) Partján a föld löszös, iszapja sűrű, homokos massza. 46 km hosszú.

## Természet

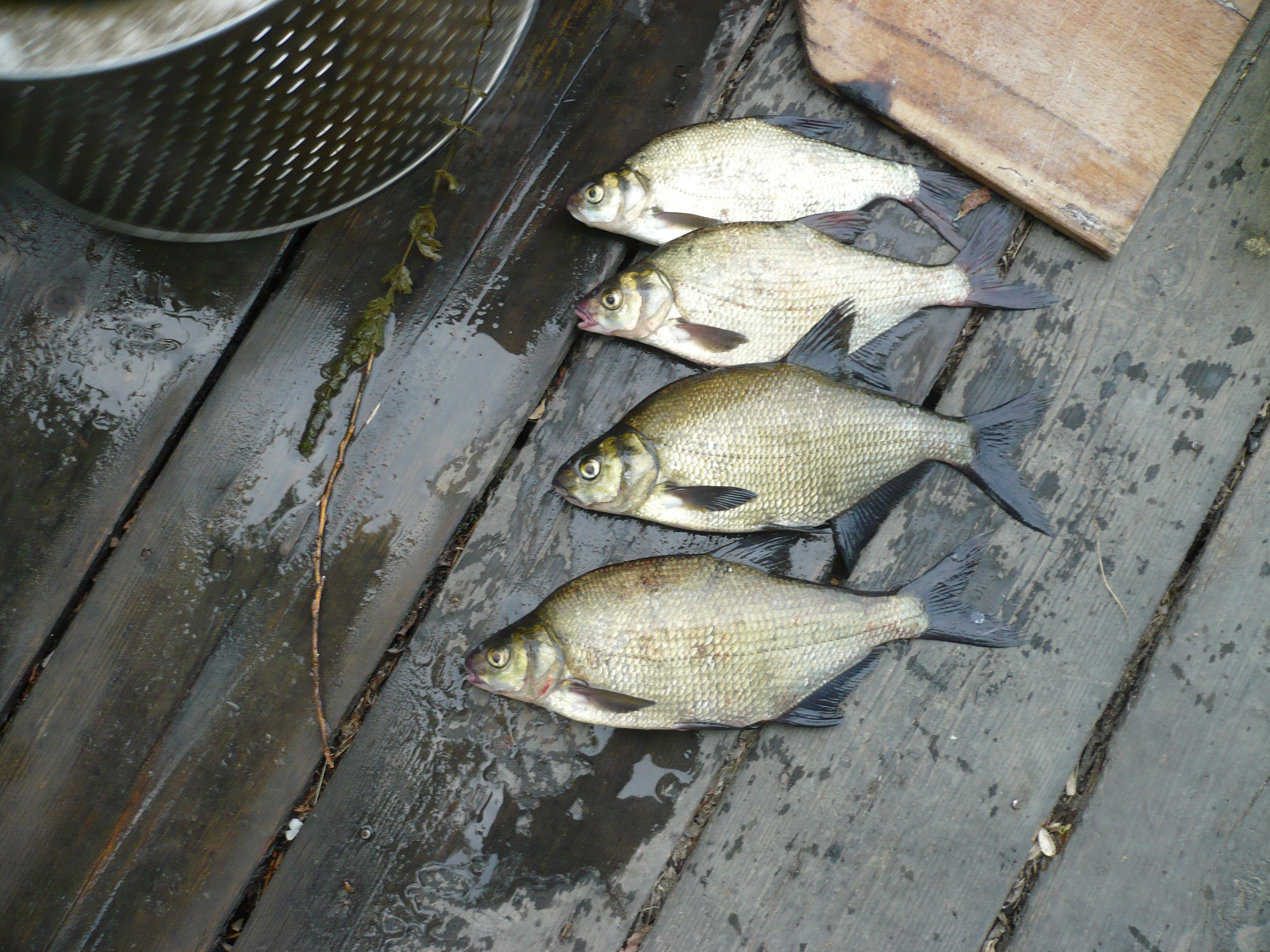
A Bajai-csatornából kifogott dévérkeszegek

A Bajai-csatorna vize kristálytiszta. Ez a part közelében lévő ipari létesítmények hiányának köszönhető. A vízben a süllőhínár és a pontyhínár a leggyakoribbak. A tavi szivacs is fellelhető vizében. Partját nádas, rekettyés és különböző vízi növények övezik pl. tündérrózsa, rence stb. A mocsár is gyakori közeg a környéken. A part menti mocsarat és nádast elhagyva általában szálerdő vagy tölgyerdő következik. A szerbiai szakaszon leginkább a fehér nyár, a fekete nyár, a fehér fűz és a kőrisfák dominálnak. E fákat a határhoz közeledve, fokozatosan átváltja a kocsányos tölgy, a csertölgy és a gyertyán.
Az állatvilág páratlanul gazdag. A tiszta vizet előnyben részesítik a rákok és kagylók. A halak populációja nagy. Bár az elmúlt évtizedekben a halállomány igencsak megcsappant az utóbbi néhány évben újra fellendülést mutat. A terület jellegzetes étele a bajai halászlé. A betelepített fajok sok kárt okoznak, legfőképp a naphalak és a törpeharcsák, melyek más halak ikráival táplálkoznak.
A vízben meglepően gyakori látvány az eurázsiai hód és a vidra.  A part menti erdőkben vadmacskák, aranysakálok, gímszarvasok, dámszarvasok, vaddisznók, borzok, rókák és mókusok, pelék élnek.
A madárvilág elképesztően sokszínű. A csatornán az elmúlt években megszaporodtak a vadkacsák, és a búbos vöcskök. A nádasban guvatok, harisok, törpegémek fészkelnek. Madármegfigyelésre kiváló hely ez. Az erdők királya a fekete gólya, melyből 20-25 pár fészkel a környező sűrűkben. Az őszi éjszakákon gyakran hallható a szarvasbőgés és a bagolyhuhogás.
Hüllőkből és kétéltűekből sincs hiány, nagyon gyakori a vízisikló, a  zöld levelibéka és a mocsári teknős.

### Környezetrombolás és helyreállítási folyamatok
A délszláv háború alatt s elmúltával a vitatott határvidék és a Karapancsa mocsárvidék amolyan törvényen kívüli hely volt egész a közelmúltig. Sok hétvégi házat kiraboltak, majdnem minden környékbelinek volt fegyvere. Az orvhalászat felvirágzott, árammal vagy hálóval „lopták” éjszakánként a halat. Ezt a tevékenységet szerencsére mára szinte teljesen sikerült felszámolni. Egy haltenyészet is működött a szerbiai részen, mely nemcsak, hogy fémvázának rozsdájával és műanyag hordóival szennyezte a környezetet de még a tenyésztett tükörponty táp egy része is a természetvédelmi területen végezte. Miután néhány éve a tenyészet anyagilag tönkrement, elhagyták a vízen úszó ketrec blokkokat, melyek szinte teljesen elsüllyedtek a csatornában. 2015 tavaszán azonban nagy nehézségek után kiemelték a tájképrontó rozsdás ketreceket.

## Galéria

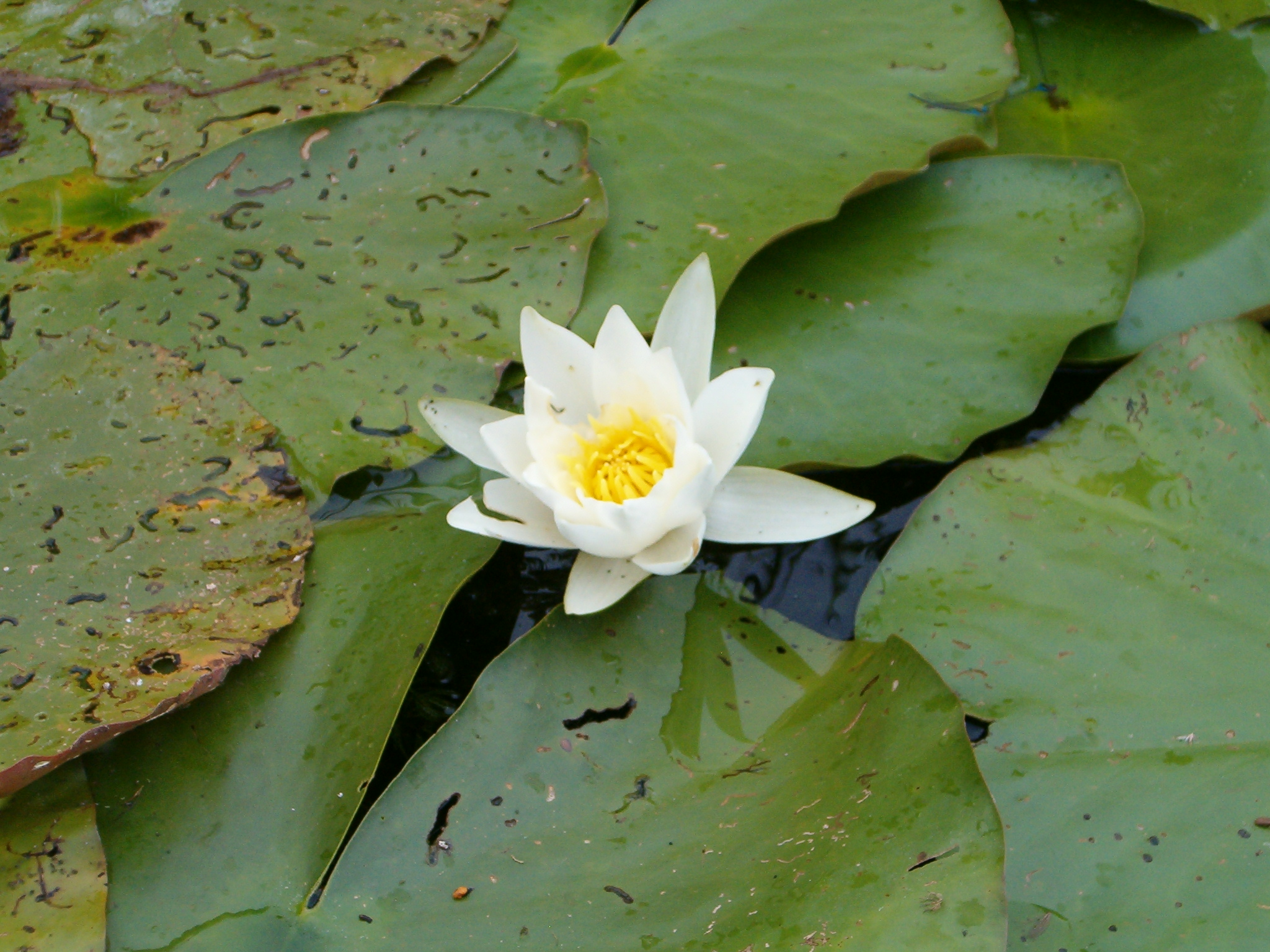
Тündérrózsa a Bajai-csatornán
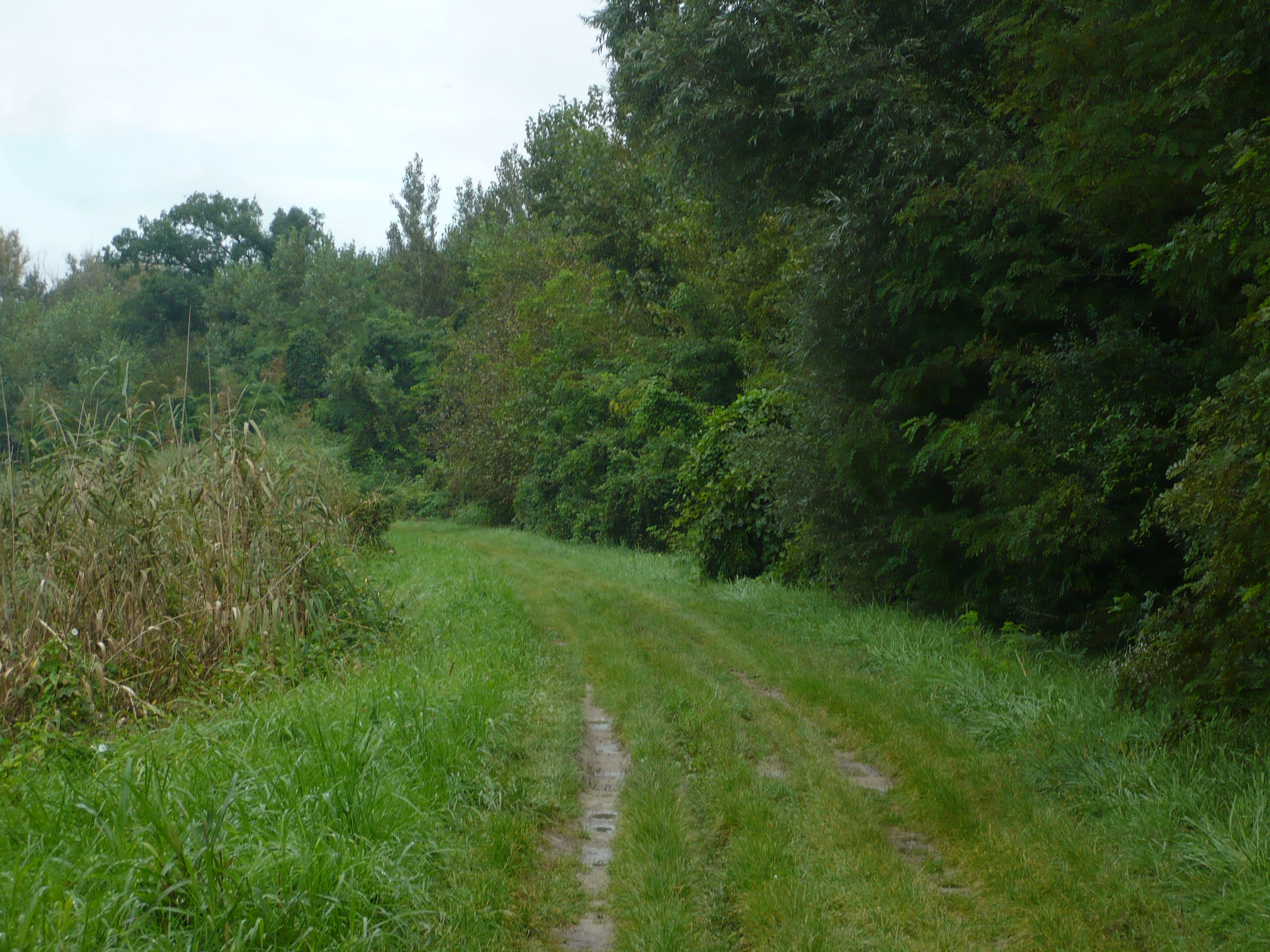
Partmenti földút
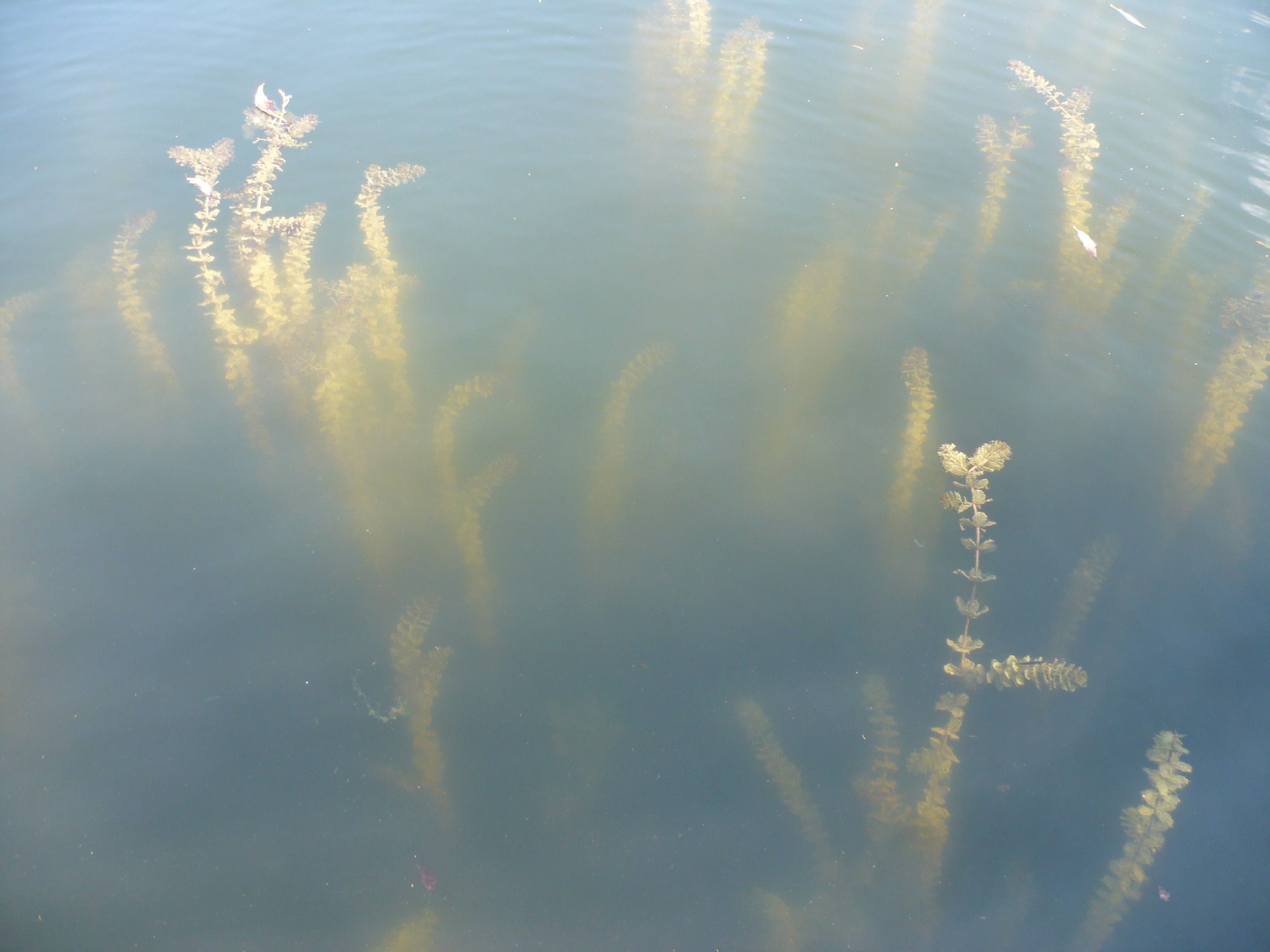
А víz tisztasága
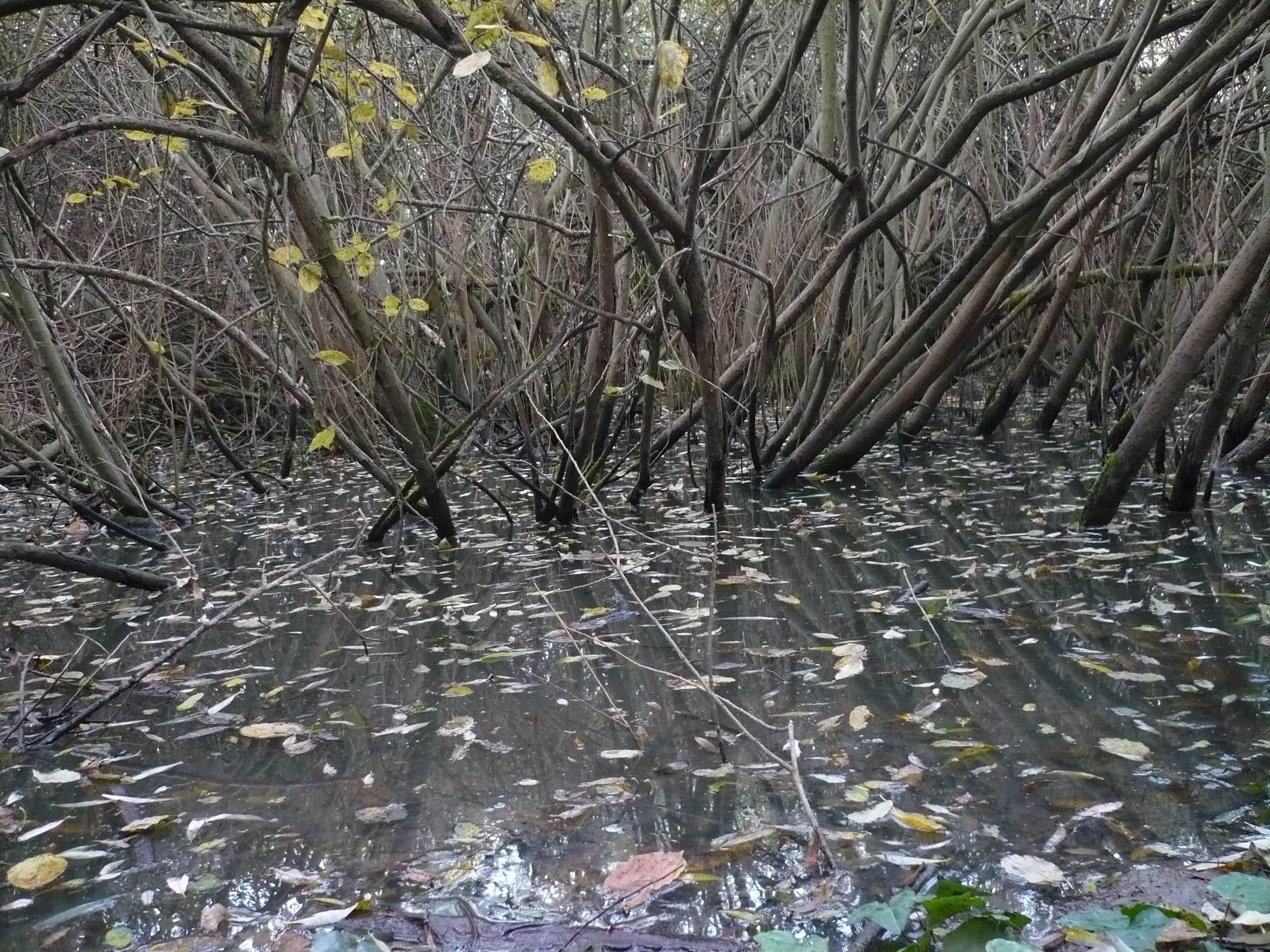
Közeli mocsár
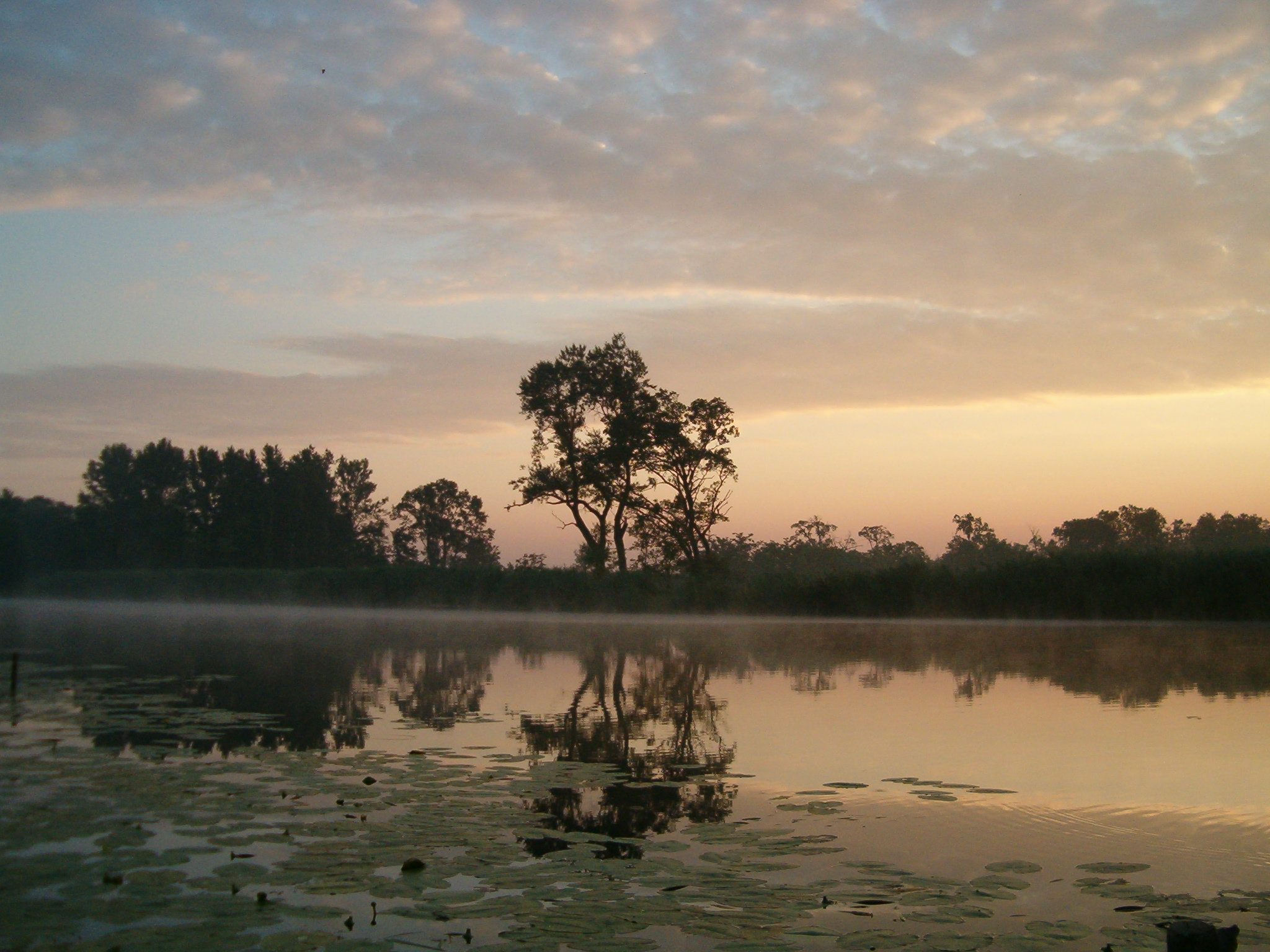
Hajnali csendélet